# Саттаров, Фирутдин Мамедович
Фирутди́н Маме́дович Сатта́ров (31 августа 1930, Ташкент — 16 февраля 2018) — советский узбекский агроном

, заведующий лабораторией режима орошения и техники полива Всесоюзного НИИ по хлопководству (1975—1992).

## Биография
Окончив школу, в 1946 году поступил в Наманганский сельхозтехникум. В 1955 году окончил Ташкентский сельскохозяйственный институт по специальности «агроном-полевод», поступил в заочную аспирантуру СоюзНИХИ (Всесоюзный научно-исследовательский институт хлопководства, Ташкент).
Работал на Киргизской опытной станции по хлопководству, с 1961 года — главным агрономом опытно-показательного хозяйства при станции. С 1962 года — старший научный сотрудник отдела орошения СоюзНИХИ, одновременно заведовал опорным пунктом в колхозе «Северный маяк» Средне-Чирчикского района (Ташкентская область). С 1975 года — заведующий лабораторией режима орошения и техники полива СоюзНИХИ.
С 1975 года регулярно читал лекции в павильоне сельского хозяйства ВДНХ СССР, посвящённые новым методам полива хлопчатника, люцерны и других культур.
В 1992 году вышел на пенсию. С 1994 по 1998 год работал ведущим научным сотрудником в Среднеазиатском НИИ по ирригации им. Журина; занимался технологиями полива для новых сортов хлопчатника и люцерны.
В 1998 году уехал в Израиль.

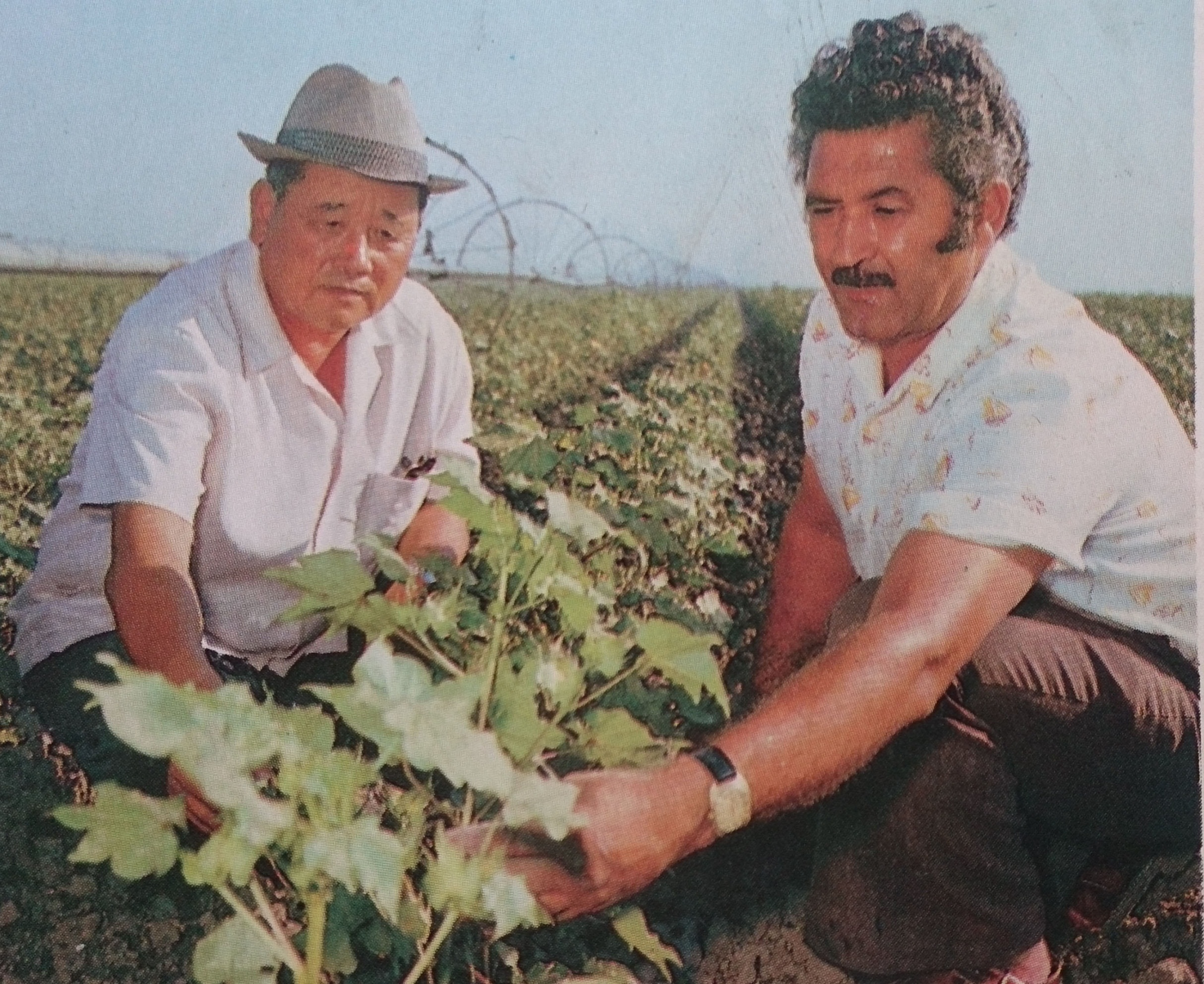
Ф. М. Саттаров и председатель колхоза «Северный маяк» А. В. Ни
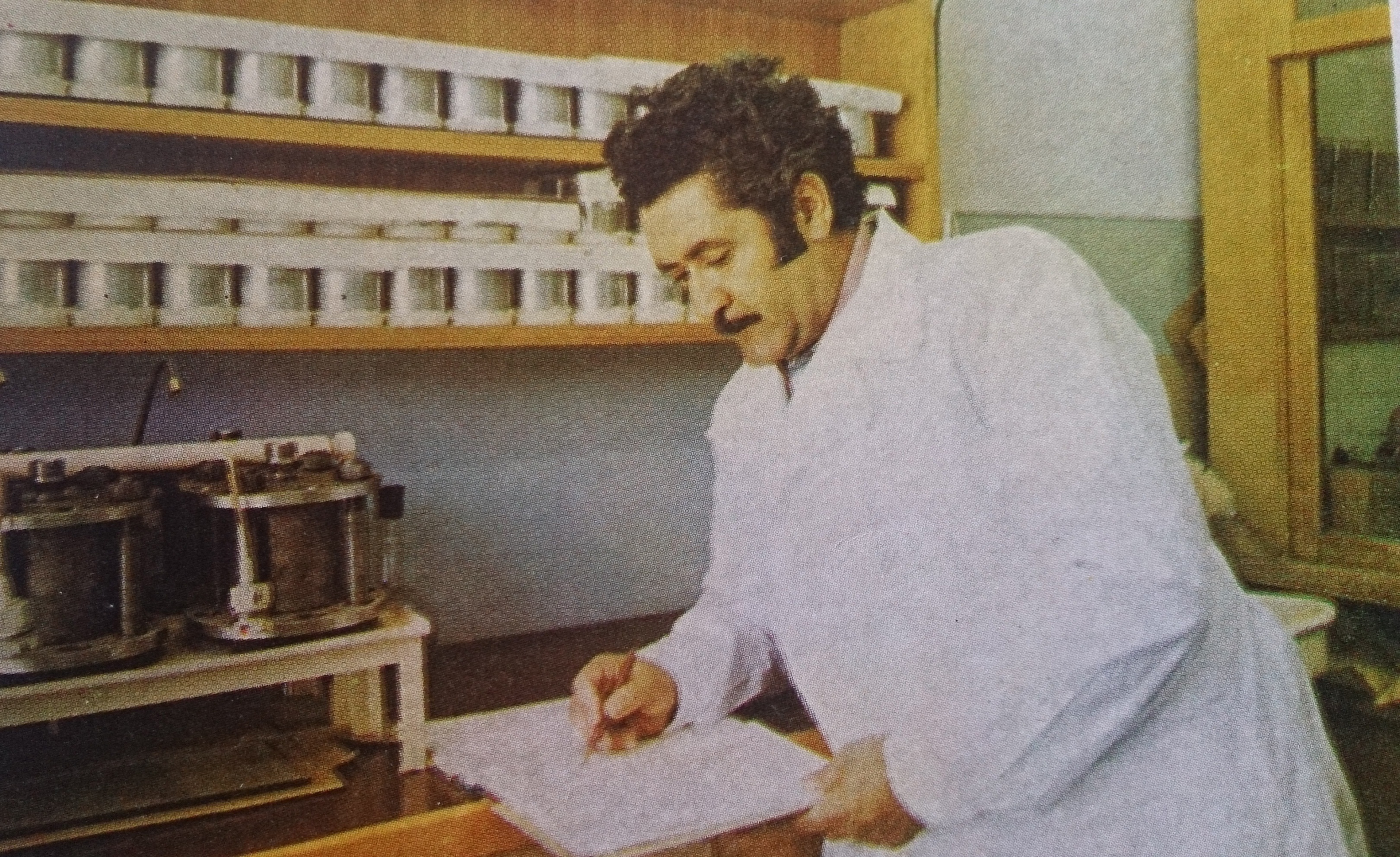
Заведующий лабораторией режима орошения и техники полива СоюзНИХИ Ф. М. Саттаров
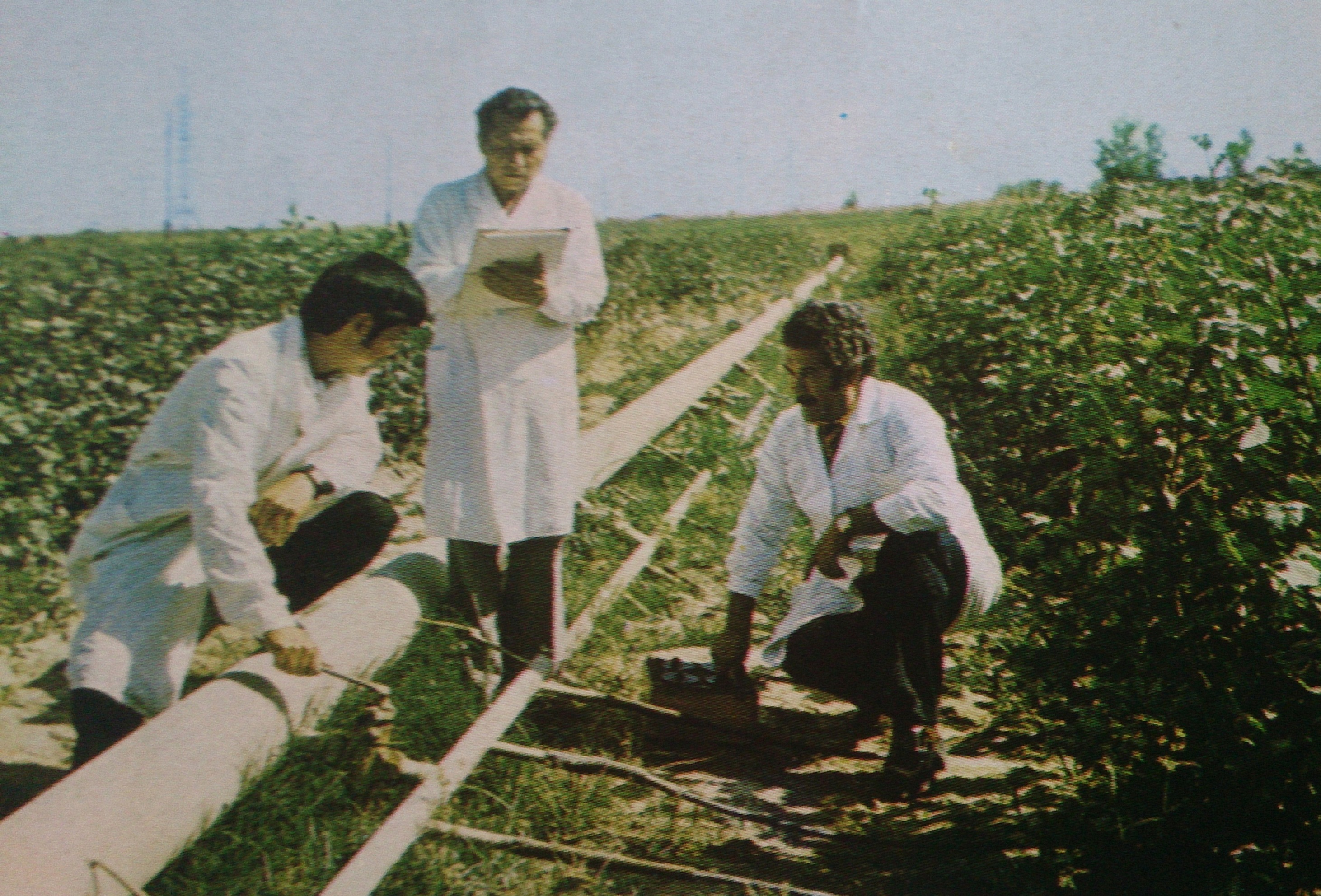
Ф. М. Саттаров (крайний справа)
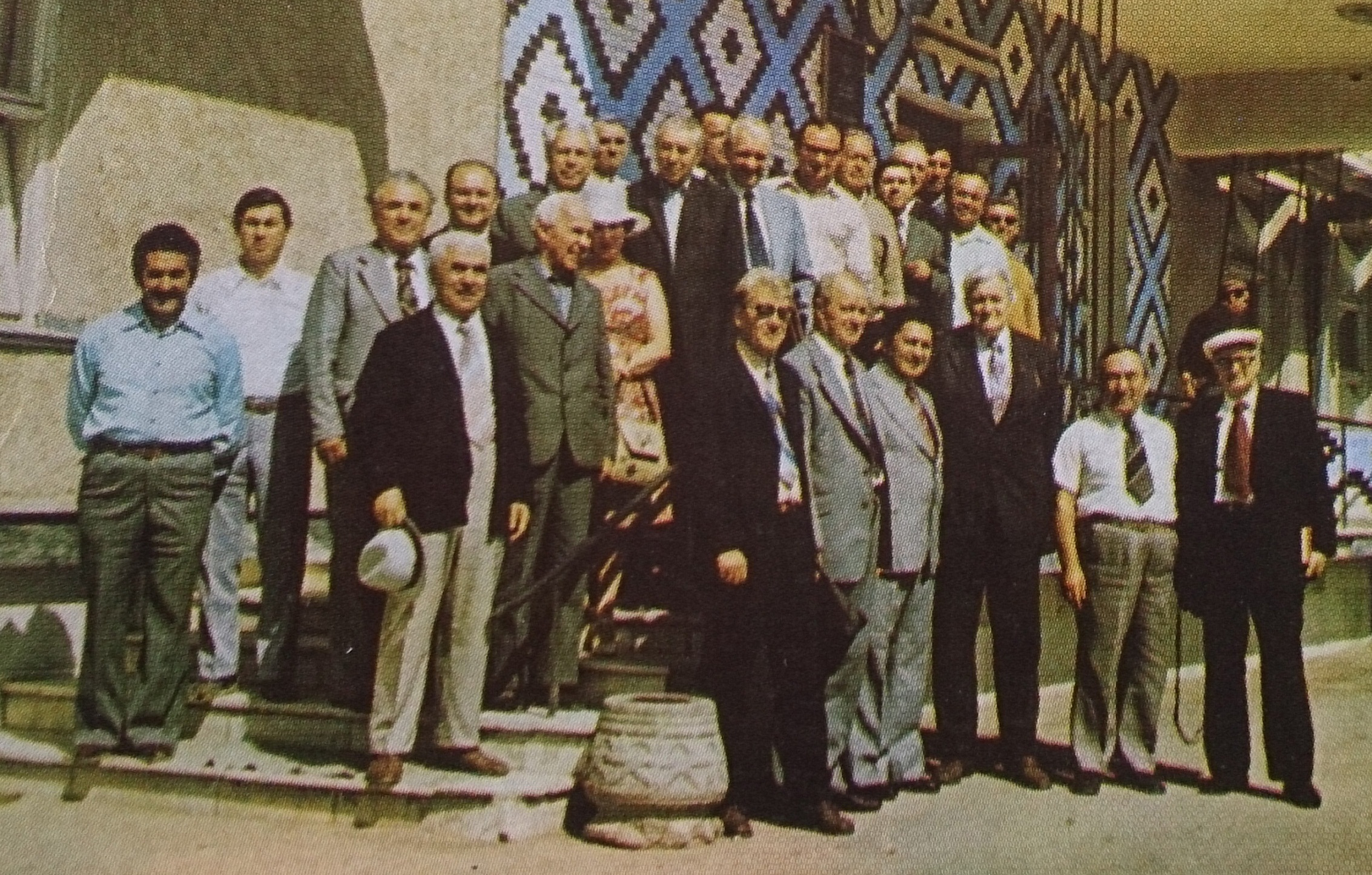
Руководство СоюзНИХИ. Ф. М. Саттаров — крайний слева
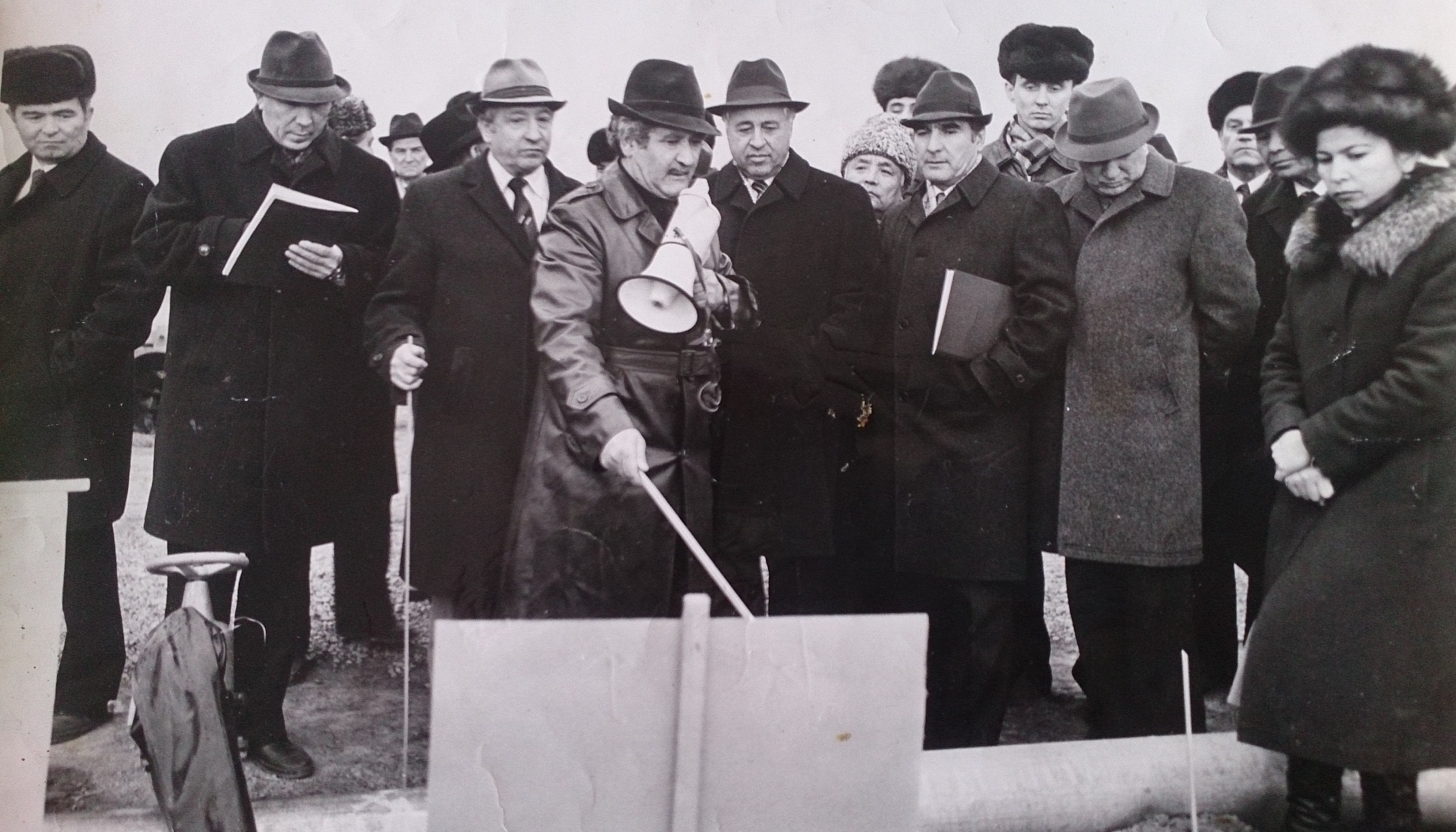
Саттаров Ф. М. (с мегафоном) проводит выездной семинар для руководства ЦК Компартии Узбекистана (справа от него — секретарь ЦК Компартии Узбекистана И.Усманходжаев; крайний слева — Ислам Каримов, будущий президент Узбекистана; из семейного архива)

### Семья
Отец — Мамед Саттарович Саттаров (1907—1972), один из организаторов текстильной промышленности Узбекистана; мать — Сурэ Гусейновна Саттарова (1911—1995).
Жена — Лилия;
- дети — Элла, Лариса, Рика.

## Научная деятельность
В 1969 году защитил кандидатскую диссертацию.
Основные направления исследований:
- влияние режимов орошения на рост и урожайность хлопковых культур

Установил, что:
- дождевание хлопчатника в режиме 6-9 поливов за поливной сезон приводит к исчезновению вредителей (паутинного клеща и тли), способствует ускоренному созревания хлопчатника, даёт экономию воды до 52 % и увеличивает урожайность хлопка сырца на 3-4 ц/га;
- полив хлопчатника намагниченной водой снижает заболевание вилтом и повышает урожайность хлопка-сырца на 3,5 центнера;
- внутрипочвенное орошение, исключая испарение, даёт возможность автоматизировать полив и исключить заболевание вилтом; Применение внутрипочвенного полива на типичных сероземах повышает урожайность хлопчатника на 3-4 центнера.
- наложение отверстий в гибких трубопроводах перпендикулярно дну борозды исключает заиливание и засорение гибких трубопроводов, а также размывание борозд;
- оптимальной нормой посева является 300—400 тыс. растений хлопчатника сорта Ташкент-1 на гектар;
- дождевание люцерны на типичных серозёмах увеличивает урожайность на 10-15 %;
- оптимальной глубиной щелевания является глубина 30 см.

Предложил:
- технологию применения стогометателя, сократившую время загрузки хлопка на тракторную тележку до 15-20 минут.
- рекомендации и инструкцию по использованию дождевателя-опрыскивателя навесного ДОН-100 при орошении хлопчатника на лугово-болотных почвах Чирчик-Ангренской долины;
- технологии применения дождевальной машины «Волжанка».

Подготовил пять кандидатов наук.

### Избранные труды
- Саттаров Ф. М. Дождевание — прогрессивный способ полива хлопчатника. — Ташкент: изд-во ЦК КП Узбекистана, 1965.
- Саттаров Ф. М. Исследование надежности гибких оросительных трубопроводов для полива хлопчатника // Механизация хлопководства. — Ташкент, 1971. — № 1.
- Саттаров Ф. М. Исследование способа механизации бороздкового полива с помощью полужестких трубопроводов // Матер. межресп. науч.-произв. конф. по комплексной механизации хлопка. — Ташкент, 1973.
- Саттаров Ф. М. Комплексная механизация — основа успеха // Народное хозяйство Киргизии. — 1962. — № 4.
- Саттаров Ф. М. Механизация бороздкового полива // Хлопководство. — 1973. — № 7.
- Саттаров Ф. М. Механизация и автоматизация поливов // Сельское хозяйство Узбекистана. — 1975. — № 3.
- Саттаров Ф. М. Механизация полива хлопчатника. — Ташкент: Узбекистан, 1976.
- Саттаров Ф. М. Механизация поливов хлопчатника в Киргизской ССР // Механизация хлопководства. — Ташкент, 1960. — № 4.
- Саттаров Ф. М. Об эффективности орошения хлопчатника дождеванием // Хлопководство. — 1967. — № 5.
- Саттаров Ф. М. Орошение дождеванием и урожай хлопка. — Ташкент: изд-во ЦК КП Узбекистана, 1971.
- Саттаров Ф. М. Орошение хлопчатника дождеванием. — Ташкент: Узбекистан, 1978.
- Саттаров Ф. М. Посевы поливает "Волжанка // Хлопководство. — 1975. — № 4.
- Саттаров Ф. М. Режим орошения и техника полива хлопчатника // Справочник бригадира. — Ташкент: Мехнат, 1990.
- Саттаров Ф. М. Режимы орошения хлопчатника, способы и техника полива // Справочник по переработке и производству хлопка. — М.: Агропромиздат, 1990.
- Саттаров Ф. М. Техника и технология проведения предпахотного, запасного (предпосевного) и вегетационных поливов хлопчатника, люцерны, кукурузы и других культур // Справочник по переработке и производству хлопка. — М.: Агропромиздат, 1990.
- Саттаров Ф. М., Алаторцев Е. К., Колосов В. Я. и др. Методическое руководство по определению влагозапасов в почвегрунтах нейтронным влагомером ВНП-1 «Электроника». — Ташкент, 1988.
- Саттаров Ф. М., Безбородов Г. А. Состояние и перспективы развития автоматизированной системы управления поверхностным поливом хлопчатника. — Ташкент : УзНИИНТИ, 1983.
- Саттаров Ф. М., Беспалов Н. Ф., Зеленин Н. Н. и др. Хлопчатник. Интенсивная технология. — ВО Агропромиздат, 1988.
- Саттаров Ф. М., Джерих И. Г. Водопользованию — оперативное планирование // Сельское хозяйство Узбекистана. — 1990. — № 1.
- Саттаров Ф. М., Дусейнов Т. Водный режим и густота стояния хлопчатника // Хлопководство. — 1979. — № 7.
- Саттаров Ф. М., Мальцев С. Н. Рекомендации по орошению фуражной люцерны дождеванием на сероземах Ташкентского оазиса. — Ташкент, 1988.
- Саттаров Ф. М., Пензин Н. П., Безбородов Г. А. и др. Рекомендации по орошению хлопчатника широкозахватными поливными машинами. — Ташкент, 1988.
- Саттаров Ф. М., Пензин Н. П., Мальцев С. Н. и др. Рекомендации по орошению хлопчатника омагниченной водой. — Ташкент, 1988.